# Cantón de Rosny-sous-Bois
El cantón de Rosny-sous-Bois era una división administrativa francesa, que estaba situada en el departamento de Sena-Saint-Denis y la región de Isla de Francia.

## Composición
El cantón estaba formado por la comuna que le daba su nombre:
- Rosny-sous-Bois

## Supresión del cantón de Rosny-sous-Bois
En aplicación del Decreto n.º 2014-214 de 21 de febrero de 2014, y corregido por Decreto n.º 2014-481 de 13 de mayo de 2014, el cantón de Rosny-sous-Bois fue suprimido el 22 de marzo de 2015 y su comuna pasó a formar parte del nuevo cantón de Montreuil-1.